# L'Hôtellerie-de-Flée
L'Hôtellerie-de-Flée är en kommun i departementet Maine-et-Loire i regionen Pays de la Loire i nordvästra Frankrike. Kommunen ligger i kantonen Segré som tillhör arrondissementet Segré. År 2018 hade L'Hôtellerie-de-Flée 520 invånare.

## Befolkningsutveckling
Antalet invånare i kommunen L'Hôtellerie-de-Flée
| Referens: INSEE |